# Docomomo International
Docomomo International, també escrit DoCoMoMo o senzillament Docomomo, acrònim en anglès d'International Working Party for Documentation and Conservation of Buildings, Sites and Neighborhoods of the Modern Movement, és una organització sense ànim de lucre dedicada a la conservació d'edificis rellevants.

## Història
La seva fundació va ser inspirada per la feina d'ICOMOS, l'International Council on Monuments and Sites, establert l'any 1965. La tasca d'Icomos es concentrava en la protecció i conservació d'edificis i emplaçaments històrics, mentre que Docomomo va ser fundat amb el repte de protegir i conservar l'Arquitectura Moderna i l'Urbanisme.
Docomomo International va ser fundat a Eindhoven l'any 1988 pels arquitectes Hubert-Jan Henket i Wessel de Jonge dels Països Baixos. Henket va presidir Docomomo International amb de Jonge com a secretari fins al setembre de 2000 quan el secretariat internacional es va traslladar a París, hostatjat a la Cité de l'Architecture et du Patrimoine, al Palais de Chaillot. La presidenta va ser la Maristella Casciato, arquitecta i historiadora de l'arquitectura, amb l'Émilie d'Orgeix, historiadora d'arquitectura com a secretària general i l'Anne-Laure Guillet com a directora.
L'any 2010, el Secretariat Internacional es va traslladar a Barcelona, a la seu de la Fundació Mies van der Rohe. L'Ana Tostoes, arquitecta i historiadora de l'arquitectura n'assumí el càrrec de presidenta i l'Ivan Blasi, arquitecte, de secretari general. En 2014 la seu del secretariat fou traslladada a l'Instituto Superior Técnico de Lisboa. La Professora Tostoes romangué com a presidenta amb Zara Ferreira com a secretària.

## Conferències i seminaris
Docomomo celebra conferències internacionals bianuals on la gent relacionada amb temes de conservació es troba per intercanviar informació i estudis de recerca, Les conferències que han tingut lloc fins ara són:
- 1990 - Eindhoven
- 1992 - Bauhaus de Dessau
- 1994 - Barcelona
- 1996 - Bratislava i Sliac
- 1998 - Estocolm
- 2000 - Brasília
- 2002 - París
- 2004 - Nova York
- 2006 - Istanbul i Ankara
- 2008 - Rotterdam
- 2010 - Ciutat de Mèxic
- 2012 - Espoo
- 2014 - Seül
- 2016 - Lisboa
- 2018 - Ljubljana
- 2020 - Tòquio

El Comitè Científic Internacional de Tecnologia (ISC/T) organitza seminaris que han tractat els temes com la restauració d'estructures de formigó armat, façanes de mur cortina, finestres i vidre, fusta i el Moviment Modern, color al Moviment Modern, pedra en edificis del Moviment Modern i acer.

## A nivell nacional
Diverses regions tenen grups de treball nacionals de Docomomo com a part d'institucions acadèmiques o arquitectòniques. Poden definir la informació vinculada a obres que s'han de protegir i donar suport a campanyes de defensa del patrimoni.
La feina de Docomomo va ser reconeguda d'entre altres pel New Jersey Department of Environmental Protection després d'una campanya l'any 2009 per protegir l'antiga Bell Labs Holmdel Complex.